# Medičejska Madona (Michelangelo)
Medičejska Madona je Michelangelova marmorna skulptura (višina 226 cm), za katero velja, da je bila izdelala v letih 1521-1534 in je del dekoracije Nove zakristije v  cerkvi sv. Lovrenca v Firencah.

## Zgodovina
Delo je po Michelangelovih pismih in drugih dokumentih bilo eno prvih del, ki ga je začel za dekoracijo Sagrestie Vecchia (Stara zakristija), že leta 1521. Leta 1526 je bilo še nepopolno in leta 1534, ko se je Michelangelo preselil v Rim, ga je pustil v trenutnem nedokončanem stanju in ga Niccolò Tribolo preselil na trenutno lokacijo.

## Opis
Medičejska Madona prikazuje prizor, ko dojenček Jezus sedi v naročju Device Marije in je obrnjen stran od gledalca. Jezus poskuša dojiti in zdi se, da svojemu otroku odteguje dojke. Marija sedi z desno roko za seboj in se oprijema roba svojega sedeža, leva roka pa počiva na Jezusovi roki, vendar ga nikakor ne stiska k sebi in ne ponuja objema. Še en pokazatelj, da Devica mati odteguje dojenčku Jezusu svoje dojke, je razviden skozi oblečen hiton, ki ga nosi, in jo popolnoma prekriva. Ugibalo se je, da je rimska kopija kipa Penelope iz 5. stoletja vplivala na pozo te skulpture.
Več pripravljalnih risb (v Britanskem muzeju in Albertini) prikazuje manj kompaktno kompozicijo, v kateri so bile Marijine noge vzporedne. Sestava je nekoliko podobna Madona na stopnicah, saj Devica sedi na skoraj kubičnem bloku in doji otroka. Slednji obrača svoje telo proti materi in skriva obraz od gledalca.
Po Michelangelovih osebnih spisih, pismih in poeziji, ki vključujejo spomine na njegovo dojiljo, je znano, da je bil Michelangelo zelo čustveno zavezan Marijinemu materinstvu, ki je Devico mater povezoval z lastno dojiljo. Menijo, da je Medičejska Madona, čeprav je bilo delo naročeno, v veliki meri vezana na njegova globoko zakoreninjena osebna čustva.